# Eder (rivière)
Pour les articles homonymes, voir Eder.
L’Eder (aussi orthographié Edder jusqu’au début du XXe siècle), avec un cours de 177 km, est le plus long cours d'eau de Rhénanie-du-Nord-Westphalie et de Hesse.
Cet affluent de rive gauche de la Fulda (qui se jette dans la Weser) prend sa source à l’Ederkopf près de Benfe dans la chaîne des Rothaargebirge. Il coule constamment vers l'est, alimente le lac Edersee et se déverse dans la Fulda à Edermünde-Grifte. Il arrose les arrondissements de Siegen-Wittgenstein, de Waldeck-Frankenberg et de Schwalm-Eder.
La rivière est mentionnée pour la première fois dans les écrits antiques par l' historien romain Tacite. Il décrit la campagne des romains contre les Chattes, sous le commandement de Germanicus en 15 apr. J.-C.. C'est après avoir traversé la rivière 'Adrana que les soldats de l'armée romaine ont détruit Mattium, principal centre des Chattes. 
Au Moyen Âge, la rivière était connue sous les noms Aderna, Adarna ou Adrina.